# 隆福寺 (天津市)
隆福寺，位于天津市蓟县孙各庄乡隆福寺村北，是一座藏传佛教格鲁派寺院，是清代皇家祭祀陵墓的专用寺庙之一。清朝曾在寺旁建有隆福寺行宫。

## 历史
隆福寺位于蓟县县城东北约50华里（约30公里）处的葛山（又称“隆福山”）下。葛山是清东陵的靠山昌瑞山的余脉。葛山脚下有小鱼岭、大鱼岭，两岭之间为隆福寺及隆福寺行宫。隆福寺及隆福寺行宫东邻清东陵的门户西峰口，西邻黄花山下的六王陵以及端慧皇太子园寝。
隆福寺始建于唐朝初年，辽朝天庆至金朝正隆年间多次修葺。清朝乾隆九年（1774年）奉旨重修，改寺（汉传佛教寺院）为喇嘛庙（藏传佛教格鲁派寺院），原寺（汉传佛教寺院）迁到遵化马兰峪塔山。该寺内悬挂乾隆帝御题“浩然正气”、“真如本相”、“无住慈云”匾额三块。乾隆十八年（1753年），在隆福寺西侧建隆福寺行宫。行宫主要建筑为乾隆帝御题六景：“翠云山房、翠微室、碧巘丹枫、天半舫、挹霞呌月、翼然亭”。乾隆四十九年（1784年）又重修扩建隆福寺行宫，到乾隆五十一年（1786年）重修完工。
《日下旧闻考》卷一百十七《京畿蓟州四》记载：

增：隆福寺，在州东六十里。（《蓟州志》）臣等谨按：隆福寺内有金泰和三年吕卿云重修碑记，乾隆九年奉勅重修，刑部尚书臣汪由敦撰记。寺内恭悬皇上御书关圣殿额曰：“浩然正气”，佛殿额曰：“真如本相”，又额曰：“无住慈云”。
增：隆福寺之右恭建行宫。（《蓟州志》）臣等谨按：隆福寺右行宫，皇上御题六景曰云翠山房、曰翠微室、曰碧巘丹枫、曰天半舫、曰挹霞呌月、曰翼然亭。
增：乾隆十年御制题翠云山房诗：（于隆福寺右建行宫一区，为止顿之所。峭壁环抱，松柏特秀，题曰翠云山房，而系以诗）胜地偏宜六辔停，山灵为我列云屏。心于静会尘应远，耳与神谋籁可听。一室虚生无限白，四时不改总长青。土阶何意希尧俭，陋矣端惟有徳馨。
增：乾隆十二年御制隆福寺行宫六景诗：

（林峦积翠，蔚为行云。朝飞暮凝，在我几牖。山嘘气为云，而山以云而润。昌黎杂说中，龙以云灵，妙合斯旨。）底事名山无定容，夕阴朝晦变千峰。沾衣常带蒙蒙雨，作盖还依落落松。梦入楚王春一枕，诗成张尉酒千钟。谷神当令丰隆让，不信昌黎善说龙。（右翠云山房）
（山邻田盘，高仅及其半。随意点缀，殊引人入胜。因取尔雅语名吾室。刘禹锡云：山不在高，良然。）岩腰卜筑绿云围，绝胜江楼坐翠微。视听之娱足以极，冲容而静于焉归。天倪道筦参元要，木疏禽经辨是非。疑有广成丹鼎迹，几回翘首眄林扉。（右翠微室）
（山中杂树蓊蔚，而枫居多。秋晴经霜，朱紫绚烂，与青山白云相映。荆关得意笔，殆难为工。）锦树经秋设色工，绝非画里碧兮红。顿教绚烂云霞上，却在寻常指顾中。爱听鸣禽声逈别，每看过鹿友相同。朝岚夕霭山容幻，妙悟随时景不穷。（右碧巘丹枫）
（依岩为楼，极目无际。杜甫诗云：春水船如天上坐，未若此横出云表。真泛虚舟矣。）虚舟何处不堪拏，云水由来总一家。兴到真教轻杜句，眼空直拟泛张槎。几群鸾鹤随吟管，四面芙蓉入绿纱。佳处会心原不远，高眠风月棹烟霞。（右天半舫）
（东山初吐，流光入帷。开轩招之，冉冉欲下。挹流霞与同赏，结契独深。）横陈西岭据崇台，不设窗棂面面开。写雾出楹招便止，高山得月唤应来。聊因旷朗堪成伴，讵为淋漓共举杯。识得住行原一贯，幽情畅叙几徘徊。（右挹霞呌月）
（出西轩面横岭，亭中设便坐，近纳岚翠，远延野绿，彷佛香山来青景色。）峰有飞来亭岂无，天然踞此不南图。藉松为幄阴偏秀，倚石成章兴迥殊。茶鼎烟飞云半野，棋枰声杂瀑千珠。寄言纵目搜吟客，莫认琅邪岩畔途。（右翼然亭）
臣等谨按：隆福寺行宫御制诸诗，谨绎有关纪述者，恭载卷内，余不备录。
增：汪由敦隆福寺碑略：隆福寺在蓟州，东去孝陵一舍而近。因山为基，堂庑略具，山僧三数人，香灯仅续，少过之者。天子以朝陵，数经其地。乾隆九年，建行殿于寺之西，因命撤而新之。山门翼然，石磴云叠，殿宇深靓，阶墀周浄。明年春，皇帝有事于孝陵，礼成至行宫驻跸，入寺礼佛，将作以寺工落成，砻石请记重修时日。臣由敦承旨，敬为之记。按寺故有金泰和三年文林郎守左拾遗兼应奉翰林文字同知云骑尉赐绯鱼袋吕卿云碑记，言是山名葛山，寺创于唐初，曰智嘉禅师者，恒诵持妙法莲花经，选胜至此，穴岩以居。夜半闻钟声，心异之，寻至山腹，见废寺故基，壁间有龙福院额，逐结茅其地，持诵弗辍。阶前伏虿，日闻经声，忽得解脱，中夜化为女子，礼师称谢，且言使左右五里永绝虿毒，以报其徳。已果有验，由是远近信向宝施云集此，建寺所由也。阅辽至金天庆正隆屡加修葺，其见于碑刻者如此。臣谨惟昌瑞山安奉祖陵，佳气郁葱，灵秀钟聚，兹山其余支也，山之名曰葛，不列于图经志乘，盖前人所略而弗载，非寺碑几莫得而详矣。臣叨与扈从，得以文字之役载名翠墨，被天章之余光，与卿云相次。他日志畿辅纪名蓝者，尚其有考于文。（《蓟州志》）臣等谨按：葛山之名，《蓟州志》及各书俱不载，赖金时吕卿云碑可考，足以补图经之□矣。

《乾隆御制文三集》卷十一《重修葛山隆福寺碑记》记载：“癸卯（乾隆四十八年）秋，往盛京瞻谒福陵、昭陵，见实胜寺在前处以喇嘛，默思其义，盖以国家定制，中外蒙古诸王公凡过陵者无不瞻拜。而蒙古敬佛，用以起敬延福，奠安洪基，意深远矣。归而命内府就此寺用盛京实胜寺之例，拓而新之。以为昌瑞山前屏，而由西峰口赴京，诸蒙古视若盛京之实胜寺。”文中还阐述隆福寺的名字如下：“所谓隆也，吉蠲考享诒尔双福，群黎百姓，遍为乐尔德。所谓福也，夫不以一人之福为福，而合倔兆人之福以为福，此名与实，之所以副尔非侈，风陵松柏之颂为也。然则承是隆福者，其亦唯一日二日兢兢业业，以无忘我祖。栉风洒雨之劳，丕显丕承之绪，以勤思中外亿兆生灵托命之重。庶几隆者益隆，而福亦垂裕万年矣，是为记。”隆福寺于“甲辰春鸠庀材”（乾隆四十九年春重修开工），“丙午秋竣”（乾隆五十一年秋重修完工）。
清朝时，隆福寺行宫为皇帝谒东陵时驻跸之所。《畿辅通志》卷十五记载，清朝皇帝、后妃谒东陵时，自北京紫禁城出发后，“沿途以驻跸行宫之所凡四”，即烟郊行宫、白涧行宫、桃花寺行宫、隆福寺行宫。隆福寺行宫是到东陵之前的最后一处行宫，也是谒陵毕后还京的第一处行宫。
隆福寺是清朝皇家祭陵用的三大庙之一（其他两座是今辽宁沈阳的实胜寺、河北易县的永福寺）。清朝规定，隆福寺归理藩院管辖。《钦定大清会典事例》卷九七四记载：隆福寺设有满族喇嘛20名，派满洲大喇嘛1名，择选德木齐、格斯贵各1名，教习喇嘛3名。《陵寝易知》记载，隆福寺还设有10名看庙兵。隆福寺由满洲大喇嘛住持，通习满文经卷。隆福寺内全部费用都由清廷承担，隆福寺是皇家喇嘛庙。
《陵寝易知》“射”“御”卷记载，看守隆福寺行宫设“千总一员、委署把总一名、兵七名”，其余办事人员多名，负责隆福寺及行宫的安全、环境卫生等事宜。隆福寺村的西营在清朝设有里营衙门、外营衙门，分别看守隆福寺和隆福寺行宫。隆福寺村现有满族村民大部分是当年看守隆福寺和隆福寺行宫的人员的后裔，原来多属满洲镶黄旗和满洲镶白旗。
隆福寺曾为清朝帝后入葬前的暂安之所。
- 咸丰帝和孝德皇后：同治元年（1862年）九月初九日，咸丰帝和孝德皇后的梓宫自北京奉移隆福寺暂安，同时还有三名常在的棺椁奉移隆福寺暂安。同治四年（1865年）九月，从隆福寺奉移至定陵地宫与定妃园寝地宫永安。[1]
- 同治帝和孝哲皇后：光绪元年（1875年）九月，同治帝和孝哲皇后的梓宫自北京奉移隆福寺暂安。其间等待陵寝竣工。光绪五年（1879年）三月，从隆福寺奉移至惠陵地宫永安。[1]
- 慈禧皇太后：宣统元年（1909年）九月二十七日，慈禧皇太后的梓宫自北京出发，九月三十日（第四宿）移入隆福寺芦殿暂安，十月初一日移入菩陀峪定东陵隆恩殿暂安，十月初四日移入地宫永安。在此期间，同治帝的三位皇贵妃及光绪帝的后妃等人送葬。[1]

隆福寺及隆福寺行宫于中华民国时期因年久失修和土匪、村民破坏而被毁，现存建筑基址。

## 建筑
隆福寺及隆福寺行宫，自东向西分布。东山坡前是隆福寺，南北长约160米，东西宽约40米，周围有3米多高的围墙。隆福寺西侧是隆福寺行宫，行宫和隆福寺之间有一条天然水沟相分隔。行宫占地面积大约50多亩。行宫分为行宫中路、行宫西路。中路与西路四周统一建有3米多高的围墙，中路与西路之间有一条人工水沟相分隔，有一堵矮墙，墙上有一座垂花门。行宫外还有不少附属建筑。
清宫《奏销档》四〇一号（乾隆五十三年一至二月）记载，乾隆五十一年秋重修完工后的隆福寺建筑有：“山门一座，天王殿一座，重檐真如大殿一座，万善正觉殿一座，法堂一座，大悲轮藏重檐殿二座，圆通、地藏、伽蓝、祖师配殿四座，钟鼓楼二座，六方重檐碑亭二座，金刚殿二座，配殿二座。”
隆福寺现存遗址自南向北依次为：
- 山门：面阔五间
- 前殿：面阔五间
  - 碑亭：两座
  - 东、西配殿：分别位于前殿前的东西两侧
- 重檐大殿：面阔五间
- 其他建筑：库房、经房、禅房、法堂等20多间。除此之外的其他建筑已无地面遗址。[1]

隆福寺行宫分为中路、西路。行宫中路、西路共有殿楼房亭七十九间，游廊七十二间：
- 行宫中路：分为东、西两平台，西台比东台高出约1米。东台是皇帝理政及休息之所。行宫中路有宫门三间、内奏事楼六间、二宫门三间、顺山殿六间、上用殿前后三排二十三间、穿堂一间、净房三间、游廊二十六间。西台以及半山腰是行宫御题六景，为帝后赏景之所。
- 行宫西路：主要为皇后、嫔妃晏寝之所。行宫西路位于行宫中路的西南方，有游廊和垂花门通往行宫中路。行宫西路的建筑自南向北依次为：倒坐房九间，西侧有配房三间，顺山殿东西各三间，中间楼三间，上用殿五间，西值房八间，敞亭一座，八方亭一座，游廊四十六间，垂花门一座。
- 其他：行宫西南方另有暂安殿。行宫外围设有军机处六间，看守房六间。隆福寺外围设有守护营房、马队营房、炮台、御马圈、靶场、火药库、白棚底等附属设施。[1]